# Кирил Симоновський
Кирил Симоновський (сербохорв. Kiril Simonovski, мак. Кирил Симоновски, болг. Кирил Симеонов, 19 жовтня 1915, Скоп'є — 12 червня 1984, Белград) — югославський футболіст, що грав на позиції захисника. По завершенні ігрової кар'єри — тренер.

## Клубна кар'єра
Народився 19 жовтня 1915 року в місті Скоп'є, Королівство Сербія, що на той момент було окуповано Болгарським царством.
Розпочав займатись футболом у рідному Скоп'є. З 1938 року грав у чемпіонаті Королівства Югославія за клуб «Граджянскі» з рідного міста. Після окупації Вардарської Македонії Болгарією продовжив грати у цьому ж клубі, що змінив назву на «Македонія» і став виступати у чемпіонаті Болгарії. У 1942 році став з командою фіналістом чемпіонату Болгарії та другим в рейтингу найкращих футболістів Болгарії.
Наприкінці війни Симоновський переїхав до Белграда і почав виступи за новостворений «Партизан», ставши першим македонцем у складі цього клубу, де провів п'ять років своєї кар'єри гравця. За цей час двічі виборював титул чемпіона Югославії та одного разу національний кубок.
1950 року повернувся у рідне Скоп'є і став виступати за «Вардар», за який відіграв 3 сезони. Завершив професійну кар'єру футболіста виступами за команду «Вардар» у 1953 році.

## Виступи за збірні
1942 року, під час болгарської окупації, провів два матчі за збірну Болгарії під іменем Кирил Симеонов. Дебютував за неї 11 квітня у матчі проти збірної Хорватії (0:6), а другий матч провів 19 липня проти Німеччини (0:3).
Після відновлення Югославії, 9 травня 1946 року, дебютував у складі цієї національної збірної у товариському матчі проти Чехословаччини (0:2). Після цього зі збірною ставав срібним призером Балканського кубка у 1946 та 1947 роках, зігравши на кожному з них по 3 гри. Останній матч провів 9 жовтня 1949 року у відбірковій грі на чемпіонат світу 1950 року проти Франції (1:1), але на сам турнір Кирил у заявку не потрапив. Загалом провів за команду 10 матчів, забивши 1 гол і в кількох матчах був капітаном команди, ставши першим македонцем-капітаном збірної Югославії.

## Кар'єра тренера
1953 року, завершивши кар'єру гравця, залишився у «Вардарі» і став головним тренером команди.
1955 року недовго очолював грецький «Аріс» і того ж року став головним тренером «Партизана». Тим не менш з клубом, з яким виграв усі свої трофеї як гравець, як тренер не здобув жодного титулу, а Кубок Югославії 1957 року був здобутий клубом незабаром після уходу Симоновського.
1960 року прийняв пропозицію попрацювати у грецькому «Олімпіакосі» і виграв свій єдиний тренерський трофей — Кубок Греції 1960/61. Залишив клуб з Пірея 1962 року.
Згодом у 1963 і 1969—1970 роках ще двічі повертався до роботи з «Партизаном», який і став його останнім місцем тренерської роботи.
Помер 12 червня 1984 року на 69-му році життя у місті Белград.

## Титули і досягнення

### Як гравця
- Чемпіон Югославії (2):

«Партизан»: 1946–47, 1948–49
- Володар Кубка Югославії (1):

«Партизан»: 1946–47

### Як тренера
- Володар Кубка Греції (1):

«Олімпіакос»: 1960–61